# NGC 5180
NGC 5180 (другие обозначения — UGC 8479, MCG 3-34-42, ZWG 101.58, PGC 47352) — линзообразная галактика (S0) в созвездии Волосы Вероники.
Этот объект входит в число перечисленных в оригинальной редакции «Нового общего каталога».